# Lady Bird
Lady Bird is een Amerikaanse komische dramafilm uit 2017, geschreven en geregisseerd door Greta Gerwig.

## Verhaal
Christine McPherson (die zichzelf "Lady Bird" noemt) is een rebelse tiener in Sacramento (Californië) in 2002. Ze staat op het punt af te studeren aan een conservatieve middelbare school en wil gaan studeren in New York.  Ze heeft een unieke relatie met haar moeder. Pas aan het einde van het verhaal realiseert ze zich wat voor een belangrijke rol haar moeder heeft in haar leven. Christine wil de liefde vinden, maar dat blijkt niet zo makkelijk te zijn. 

## Rolverdeling
| Acteur            | Personage                       |
| ----------------- | ------------------------------- |
| Saoirse Ronan     | Christine "Lady Bird" McPherson |
| Laurie Metcalf    | Marion McPherson                |
| Tracy Letts       | Larry McPherson                 |
| Lucas Hedges      | Danny O'Neill                   |
| Timothée Chalamet | Kyle Scheible                   |
| Beanie Feldstein  | Julie Steffans                  |
| Stephen Henderson | Father Leviatch                 |
| Lois Smith        | Sister Sarah Joan               |
| Laura Marano      | Diana Greenway                  |
| Jordan Rodrigues  | Miguel McPherson                |
| John Karna        | Greg Anrue                      |
| Odeya Rush        | Jenna Walton                    |
| Jake McDorman     | Mr. Bruno                       |
| Kathryn Newton    | Darlene                         |
| Andy Buckley      | Matt                            |
| Daniel Zovatto    | Jonah Ruiz                      |
| Kristen Cloke     | Ms. Steffans, Julies moeder     |

## Productie
Op 7 augustus 2015 werd aangekondigd dat Greta Gerwig haar eerste film zou gaan regisseren op basis van haar eigen script en op 22 januari 2016 werd aangekondigd dat Saoirse Ronan de hoofdrol zou vertolken. De filmopnamen gingen van start op 30 augustus 2016 in Sacramento, Californië.

## Release en ontvangst
Lady Bird ging op 1 september 2017 in première op het filmfestival van Telluride. De film kreeg op het internationaal filmfestival van Toronto een staande ovatie en kreeg lovende kritieken van de filmcritici met een score van 99% op Rotten Tomatoes, gebaseerd op 215 beoordelingen.

## Prijzen en nominaties
De belangrijkste:
| Jaar | Prijs                                | Categorie                                      | Genomineerde(n)                 | Uitslag     |
| ---- | ------------------------------------ | ---------------------------------------------- | ------------------------------- | ----------- |
| 2018 | Golden Globes                        | Beste komische of muzikale film                | Beste komische of muzikale film | Gewonnen    |
| 2018 | Golden Globes                        | Beste actrice in een komische of muzikale film | Saoirse Ronan                   | Gewonnen    |
| 2018 | Golden Globes                        | Beste vrouwelijke bijrol                       | Laurie Metcalf                  | Genomineerd |
| 2018 | Golden Globes                        | Beste script                                   | Greta Gerwig                    | Genomineerd |
| 2018 | Critics' Choice Awards               | Beste film                                     | Beste film                      | Genomineerd |
| 2018 | Critics' Choice Awards               | Beste regisseur                                | Greta Gerwig                    | Genomineerd |
| 2018 | Critics' Choice Awards               | Beste actrice                                  | Saoirse Ronan                   | Genomineerd |
| 2018 | Critics' Choice Awards               | Beste vrouwelijke bijrol                       | Laurie Metcalf                  | Genomineerd |
| 2018 | Critics' Choice Awards               | Beste acteerensemble                           | Beste acteerensemble            | Genomineerd |
| 2018 | Critics' Choice Awards               | Beste origineel script                         | Greta Gerwig                    | Genomineerd |
| 2018 | Critics' Choice Awards               | Beste komedie                                  | Beste komedie                   | Genomineerd |
| 2018 | Critics' Choice Awards               | Beste actrice in een komedie                   | Saoirse Ronan                   | Genomineerd |
| 2018 | Satellite Awards                     | Auteur Award                                   | Greta Gerwig                    | Gewonnen    |
| 2018 | Satellite Awards                     | Beste film                                     | Beste film                      | Genomineerd |
| 2018 | Satellite Awards                     | Beste regisseur                                | Greta Gerwig                    | Genomineerd |
| 2018 | Satellite Awards                     | Beste actrice                                  | Saoirse Ronan                   | Genomineerd |
| 2018 | Satellite Awards                     | Beste actrice in een bijrol                    | Laurie Metcalf                  | Genomineerd |
| 2018 | Satellite Awards                     | Beste origineel script                         | Greta Gerwig                    | Genomineerd |
| 2018 | Satellite Awards                     | Beste cinematografie                           | Sam Levy                        | Genomineerd |
| 2018 | BAFTA Awards                         | Beste actrice                                  | Saoirse Ronan                   | Genomineerd |
| 2018 | BAFTA Awards                         | Beste vrouwelijke bijrol                       | Laurie Metcalf                  | Genomineerd |
| 2018 | BAFTA Awards                         | Beste originele scenario                       | Greta Gerwig                    | Genomineerd |
| 2018 | Academy Awards                       | Beste film                                     | Beste film                      | Genomineerd |
| 2018 | Academy Awards                       | Beste regisseur                                | Greta Gerwig                    | Genomineerd |
| 2018 | Academy Awards                       | Beste actrice                                  | Saoirse Ronan                   | Genomineerd |
| 2018 | Academy Awards                       | Beste vrouwelijke bijrol                       | Laurie Metcalf                  | Genomineerd |
| 2018 | Academy Awards                       | Beste origineel scenario                       | Greta Gerwig                    | Genomineerd |
| 2017 | New York Film Critics Circle Award   | Beste film                                     | Greta Gerwig                    | Gewonnen    |
| 2017 | New York Film Critics Circle Award   | Beste actrice                                  | Saoirse Ronan                   | Gewonnen    |
| 2017 | National Board of Review             | Beste regisseur                                | Greta Gerwig                    | Gewonnen    |
| 2017 | National Board of Review             | Beste vrouwelijke bijrol                       | Laurie Metcalf                  | Gewonnen    |
| 2017 | National Board of Review             | Top 10-film                                    | Top 10-film                     | Gewonnen    |
| 2017 | Gotham Award                         | Beste actrice                                  | Saoirse Ronan                   | Gewonnen    |
| 2017 | Los Angeles Film Critics Association | Beste vrouwelijke bijrol                       | Laurie Metcalf                  | Gewonnen    |